# Heer Bommel stuit de vooruitgang
Heer Bommel stuit de vooruitgang is een verhaal uit de Bommelsaga, geschreven en getekend door Marten Toonder. Het verhaal verscheen voor het eerst op 20 augustus 1948 liep tot 19 oktober van dat jaar.

## Samenvatting
Bommelstein moet wijken voor een nieuwe verkeersweg. Een deurwaarder deelt mee dat B&W van Rommeldam met een termijn van een week Bommelstein onteigenen. Heer Bommel verzet zich tot het uiterste om dit te voorkomen. De projectontwikkelaar van de NV Vooruitgang is in dienst bij directeur Bul Super en samen hebben die de overheid ingepalmd. Bommel bedreigt de hoofdingenieur en Bul Super in de bouwkeet met een vuurwapen, maar via een stil alarmknopje worden deze twee ontzet door Bulle Bas en Brigadier Snuf met een ploeg van de Rommeldamse politie. Heer Bommel en Tom Poes vluchten het bos in.
In het bos treffen ze de hut van een tovenaar, die hun verhaal aanhoort en besluit hen te helpen omdat heer Bommel de vooruitgang wil stuiten. Dat heeft vreemde gevolgen: ze komen namelijk in de Middeleeuwen terecht, en nadat ze terug gaan naar de tovenaar komen ze terrecht in de 17e eeuw.
Het geduld van de tovenaar raakt op als Tom Poes en heer Bommel nog niet tevreden zijn, maar Tom Poes krijgt wel een wensring van hem, waarmee hij zelf de tijd kan veranderen. Zo komen ze ook in de toekomst, waarin de snelweg is aangelegd. Er staat nog een brokkelig muurtje met daarop een bordje: "Dit stuk muur is het laatste overblijfsel van een oud gebouw (zgn. kasteel of slot) dat in de twintigste eeuw bewoond werd door een zekere Olie Bobbel. Deze verzette zich tot het laatst toe tegen het aanleggen van de verkeersweg, denkende, dat hij de vooruitgang kon stuiten."
Na een paar mislukte pogingen verzint Tom Poes een goede list om weer terug te keren naar de tijd waar ze vandaan kwamen.
Dan blijken de plannen voor de nieuwe weg slechts een droom geweest te zijn. Na een thuiskomstmaaltijd geserveerd door Joost, zitten Tom Poes en heer Bommel te mijmeren bij het haardvuur. Op een avond enige tijd later bij het haardvuur neemt heer Bommel de ring nog eens in zijn hand. Hij mijmert over de gezellige avonturen met ridder Bullerik en atoomwagens. Kortom, heer Bommel krijgt zin in een nieuw avontuur. Maar Tom Poes pakt de ring af en gooit hem in het haardvuur, waar hij na een doffe knal onder rookwolken smelt tot een onschadelijk sinteltje.

## Achtergrondinformatie
Commentaar van Eiso Toonder, Martens zoon: "In de ontknoping ... geeft Marten het verhaal een wending die een blijvende invloed zal hebben op de rest van zijn Bommeloeuvre. In aflevering 491 laat hij Tom Poes namelijk wensen dat ze in geen tijd leven. En daarmee onttrekt hij de wereld van Rommeldam aan de dimensie waarin wij, oplettende lezertjes, vertoeven. Die wereld is sindsdien tijdloos en bestaat tot op heden, voor ons heden en voorbij ons heden. Daarmee is tevens verklaard, waarom de actualiteit die sommigen in de verhalen menen te herkennen, altijd zal blijven - en ook, waarom Rommeldammers nooit ouder worden. Het is, kortom, de beste list die Tom Poes ooit verzon."

## Tekstbeschouwing
Stripstrook 483 wordt in de Volledige Werken verworpen. Suup noemt heer Bommel: “dikkerd” en dreigt hem te onthoofden als Tom Poes te laat terugkomt.

## Hoorspel
- Heer Bommel stuit de vooruitgang in het Bommelhoorspel[dode link]